# Irena Totwen-Nowakowska

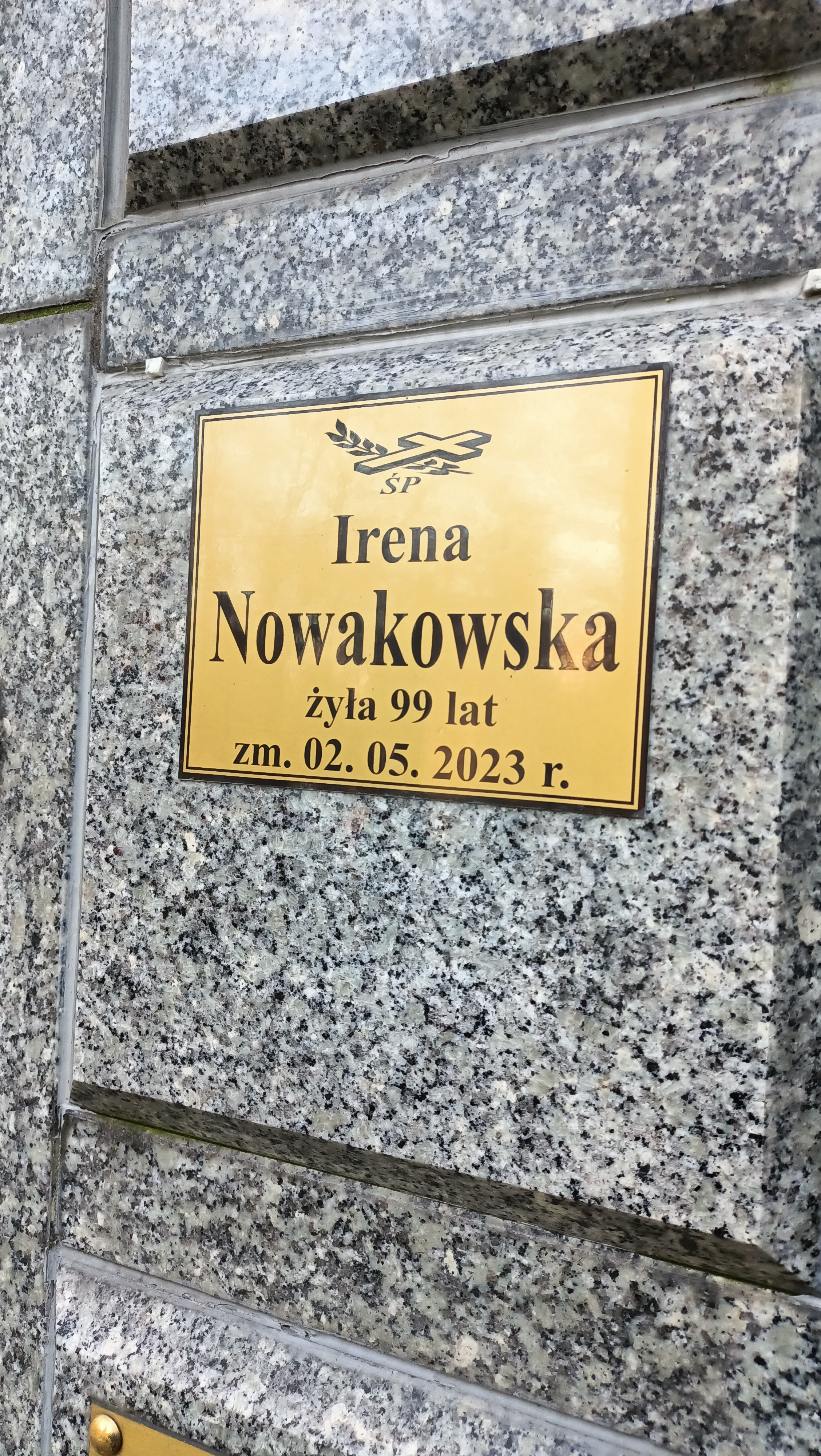
Grób Ireny Totwen-Nowakowskiej na cmentarzu Wojskowym na Powązkach

Irena Nowakowska z domu Totwen (ur. 2 marca 1924 w Warszawie, zm. 2 maja 2023) – polska mikrobiolożka, aktorka-lalkarka, dramatopisarka.

## Życiorys
Córka Olgi z domu Dobużyńskiej (1895–1965) oraz Stanisława Totwena (1891–1944/1945). Siostra Ewy Totwen-Kilarskiej (1919–1999). Olga, Ewa oraz Irena były razem nazywane „Totwenkami”.
W latach 1925–1941 mieszkała w Wilnie. Kształciła się w tamtejszym Państwowym Gimnazjum im. Księcia Adama Czartoryskiego. W czerwcu 1941, po inwazji niemieckiej, Irena Totwen wraz z matką i siostrą wyjechała do Santoki w powiecie wileńsko-trockim do partnera jej matki, Jana Żejmy (1888–1967). Zajmowały się tam wytwarzaniem zabawek na potrzeby zapoczątkowanego przez nie pod koniec lat 30. teatru marionetkowego. W lutym 1945 wróciły do Wilna. Jednak w tym samym miesiącu rodzina przeprowadziła się do Białegostoku. Przewiozły ze sobą scenę oraz kilka lalek. 12 maja 1945 wystawiły premierowo bajkę „O gwiazdce z nieba” autorstwa Ireny. Irena była także aktorką. Zapoczątkowały tym samym prywatny rodzinny Wileński Teatr Łątek. Totwenki odpowiadały za dekoracje, kostiumy i opracowanie techniczne. W lipcu teatr przeniósł się do Łodzi. 26 września 1945 zaprezentowano tam nową wersję bajki „O gwiazdce z nieba”. Łącznie pokazaną ją 107 razy w Łodzi oraz kilkadziesiąt razy podczas objazdów w województwie łódzkim. Bajka ta okazała się najważniejszym spektaklem w historii teatru. W sztuce tej diabły i strachy, pozornie groźne, w rzeczywistości były skapcaniałe, zrezygnowane, wręcz poczciwe w porównaniu z wydarzeniami II wojny światowej.
W 1947 Teatr przeniósł się do Gdańska. Jednak w 1949 Irena Totwen zdecydowała się opuścić go, by rozpocząć studia. W latach 1949–1952 studiowała na Wydziale Biologii Uniwersytetu Łódzkiego. Dyplom uzyskała w 1955 na Uniwersytecie Warszawskim. Tam też doktoryzowała się w 1974 na podstawie napisanej pod kierunkiem Stanisława Dryla dysertacji dotyczącej reaktywności oraz zdolności regeneracyjnych stylonychia mytilus. Od 1954 do 1985 pracowała naukowo w dziedzinie protozoologii w Instytucie Biologii Doświadczalnej im. Marcelego Nenckiego Polskiej Akademii Nauk; w latach 1954–1974 w Pracowni Regeneracji i Morfogenezy Pierwotniaków, a w latach 1974–1985 w Zakładzie Biologii Komórki.
Jej mężem był zoolog i uczestnik powstania warszawskiego Jakub Nowakowski. Mieli córkę. Pochowana w Panteonie Żołnierzy Polski Walczącej Cmentarza Wojskowego na Powązkach.
W 2021 jeden z punktów widokowych z Pogańskiej Góry w Gdańsku nazwano imieniem „Totwenek”.